# Дольчино
Дольчино (итал. Fra Dolcino; около 1250 — 1 июня 1307) — ересиарх, глава секты «апостольских братьев» (апостоликов) и связанного с ней народного движения на территории современных итальянских провинций Новара и Верчелли. Настоящее имя его осталось неизвестным, своё прозвище же, которое можно перевести как «Сладчайший», он, вероятно, получил за красноречие.

## Биография
Обстоятельства происхождения Дольчино являются предметом многолетних дискуссий среди исследователей. Одни из них, опираясь на свидетельство учёного-гуманиста второй половины XIV века Бенвенуто Рамбальди из Имолы, считали его выходцем из знатной пьемонтской семьи гибеллинов, происходившей из Прато-Сезии в провинции Новара. Отец его, возможно, носил имя Джулио де Претиса, а мать принадлежала к старинному роду Торниелли, владевшему соседним замком Романьяно.
Другие, опираясь на сообщение его современника, известного инквизитора Бернара Ги, считали его незаконнорожденным сыном беглого священника из Верчелли. В 1980-х годах итальянский историк Раниеро Ориолли разыскал документ начала XIV века, в котором анонимный автор упоминает некого «Дульчино», сына пресвитера Джулио из Тареконтано в долине Оссола из диоцеза Новара (лат. nomine Dulcinus, filius presbyteri Iulii de Tarecontano Vallis Ossole diocesis Novariensis).
Наверняка известно лишь, что Дольчино получил неплохое образование и не позже 1291 года стал учеником Герардо Сегарелли, основателя секты «апостольских братьев» (1260), а после казни последнего в июле 1300 года возглавил её. Апостолики проповедовали братскую любовь и бедность, скорое пришествие царства истинной справедливости, и, под влиянием Иоахима Флорского, отрицали частную собственность. В сочинениях противников их учения встречались также бездоказательные обвинения в обобществлении жён, беспорядочных половых отношениях, традиционные, впрочем, для средневековых католических полемистов. Подругой самого Дольчино стала Маргарита Бонинсенья, происходившая из знатной семьи Арко-ди-Тренто.
В 1300 году Дольчино, пребывавший в изгнании в Далмации, объявился в Болонье, а в 1304-м — в Верчелли, после чего вместе со своими последователями поднял вооруженное восстание против властей, возможно, заручившись поддержкой изгнанного из Милана императорского викария Ломбардии Маттео Висконти. Его силы, по разным данным, насчитывали от 3 000 до 5 000 чел. Чтобы подавить это движение, враждебное феодальному строю и официальной церкви, и охватившее широкие крестьянские круги, папа Климент V объявил против него крестовый поход, поручив наём войск епископу Верчелли Райнерио дель Авогадро и выдав всем добровольцам индульгенции. Дольчино стойко отбивался в неприступных горах от папской армии, состоявшей главным образом из жителей Верчелли и Новары. Последним оплотом измученных голодом и холодом повстанцев стала гора Рубелло в Биеллских Альпах (Пьемонт), занятая ими 10 марта 1306 года, и затем основательно укреплённая. В битве 23 марта 1307 года погибло около тысячи апостоликов, а Дольчино и некоторые его ближайшие сподвижники были взяты в плен. 17 апреля 1307 года папа Климент издал по этому поводу специальную буллу, адресованную французскому королю Филиппу IV Красивому.
Хронист-современник Варфоломей Луккский в своей «Новой истории церкви» сообщает, что вместе с Дольчино было схвачено до 150 еретиков. На суде инквизиции пленники не отреклись от своих убеждений и были переданы в руки светских властей. Казнь состоялась 1 июня 1307 года в Верчелли.
Согласно одним источникам, сначала перед глазами Дольчино сожжена была на медленном огне его спутница Маргарита, бывшая беременной. Затем, после пыток раскаленными клещами, сожжению был предан он сам. Доминиканец Бернар Ги в своём «Руководстве инквизитора» (1323) сообщает, что предварительно «означенная Маргарита была разрублена на куски на глазах Дольчино; затем его также изрубили на куски. Изрубленные кости и плоть обоих казненных предали огню вместе с несколькими из их сообщников».
Свидетельства современников о Дольчино вообще довольно противоречивы, так, если анонимный автор комментария к «Божественной комедии» Данте сравнивает его с пророком Магометом, монах-кармелит Гвидо Пизанский в своем сочинении называет его «магом» и «чернокнижником».

«В 1305 году в контадо Новары, в Ломбардии, — сообщает в своей хронике флорентиец Джованни Виллани, — жил некий фра Дольчино, монашек, не принадлежавший ни к какому ордену. Его заблуждение разделили многочисленные еретики обоего пола — бедные крестьяне и горцы, которым он проповедовал, что он истинный апостол Христа, что все имущество должно принадлежать общему братству и что женщины тоже должны быть общими, и это не помешает жить с ними, не опасаясь греха. Его ересь включала и другие мерзкие статьи, кроме того фра Дольчино утверждал, что папа, кардиналы и другие вожди церкви не исполняют свой долг и не соблюдают правил евангельской жизни, а он-де был бы достойным папой. За ним последовали более трех тысяч мужчин и женщин, которые удалились в горы и жили там сообща, наподобие зверей. Когда у них кончалась пища, они брали и захватывали ее, где находили, и так фра Дольчино царствовал два года. Под конец его приверженцы раскаялись в своей беспутной жизни и секта обезлюдела. Под конец у них вышли припасы, к тому же выпало много снега, и тогда новарцы схватили фра Дольчино и сожгли его вместе с его подругой Маргаритой и многими другими мужчинами и женщинами, разделявшими его заблуждение»
Несмотря на то, что после казни Дольчино движение апостольских братьев пошло на спад, сторонники их ещё долго действовали в Северной Италии, Южной Франции и испанских землях. Так, ещё в 1316 году вышеназванный Бернар Ги, будучи верховным инквизитором Тулузы, сообщал в своих письмах испанским прелатам, что обнаружил в своём округе несколько апостоликов и изгнал за Пиренеи, рекомендуя схватить их там и осудить. Благодаря названным им приметам, в Сантьяго-де-Компостела схвачены были и осуждены пятеро еретиков. Однако спустя пять лет в Тулузе был вновь арестован апостолик из Галисии Педро де Луго, которого на состоявшемся спустя год аутодафе заставили публично отречься от своих взглядов, заменив костёр пожизненным заключением.
По гипотезе академика С. Д. Сказкина, резкое ухудшение положения итальянского крестьянства в это время, связанное с обезземеливанием, ликвидацией деревенских коммун, вызвало социальный протест, вылившийся в восстание, облечённое в типичную для средневековья форму религиозной ереси.

## Учение
Учение «апостольских братьев» (апостоликов) опиралось на широко распространившуюся во 2-й половине XIII века ересь иоахимистов (развивавших идеи Иоахима Флорского), адептами которой, в частности, являлись представители отколовшегося от францисканского ордена радикального крыла «братцев» (итал. fraticelli), а также на народные представления о близящемся конце света и установлении всеобщей социальной справедливости, вылившиеся в проповедь «евангельского коммунизма».
Девизом апостоликов являлась фраза на вульгарной латыни «Покайтеся, ибо грядёт Царствие Божие!» (лат. Paenitentiagite, Quia Appropinquabit regnum caelorum).
В народе апостоликов считали монахами («братьями»), у которых были свои святые и реликвии. Они проповедовали идеал евангельской нищеты, покаяние, аскетизм, отказ от собственности. Идеал свободы заключался в освобождении от всех земных связей и привязанностей. Источники, исходящие из враждебного апостоликам лагеря, единодушно приписывают им общность жён. Вероятно, так трактовалось освобождение женщины от безусловного повиновения мужчине. У «апостольских братьев» женщины могли проповедовать и даже быть воинами.
Дольчино объявил себя наивысшим авторитетом на основании знания Ветхого Завета, который он толковал «сердцем». Отлучения, которым папа подвергал его сторонников, в глазах Дольчино не имели силы, ведь сам он обещал им полное отпущение грехов и вечное спасение.
Существовало три послания Дольчино ко всем верующим. Первые два известны в пересказе инквизитора Бернарда Ги (1316); о содержании третьего сведений нет.
1-е послание датируют августом 1300 года. Здесь были рассуждения иоахимитского толка о четырёх возрастах, или эпохах, истории человеческого рода. 1-й возраст, ветхозаветный, начинается от Адама; 2-й был эпохой евангельской бедности и целомудрия (начиная с пришествия Христа и проповеди апостолов); 3-й характеризуется стяжанием церковниками власти и богатств (начался со времени служения папы Сильвестра I и правления императора Константина). 4-я эпоха, предвестниками которой явились святые Франциск Ассизский и Доминик, начинается со времени деятельности Сегарелли и Дольчино; благодаря им должно произойти возрождение «духовной Церкви», сформированной апостоликами во главе с новым «святым папой», отождествляемым с 7-м ангелом Апокалипсиса (Откр 11. 15); он будет избран не кардиналами, а непосредственно Богом. В эту эпоху на апостоликов снизойдет благодать Св. Духа и они будут проповедовать до скончания времён. Зная о победе сицилийского короля Федериго II над гвельфами при Фальконарии (1299), Дольчино заявлял, что «папа будет свергнут, король Сицилии, Федериго Арагонский, через три года освободит церковь», после чего сам он «будет посажен на престол блаженного Святого Петра».
2-е послание Дольчино относят к концу 1303 года (в этом году был свергнут французами и вскоре умер папа Бонифаций VIII). Дольчино пророчествует: в 1304 году погибнут кардиналы и новый папа, которого свергнет король Фридрих II Сицилийский; в 1305 году будут свергнуты все прочие служители Церкви, и апостолики смогут проповедовать открыто. В подтверждение Дольчино ссылался на пророчество Исаии (Ис 16. 14).
На последнем этапе движения Дольчино оправдывал любые действия восставших, ссылаясь на слова апостола Павла: «Для чистых всё чисто; а для осквернённых и неверных нет ничего чистого, но осквернены и ум их и совесть» (Тит 1. 15).

## Память

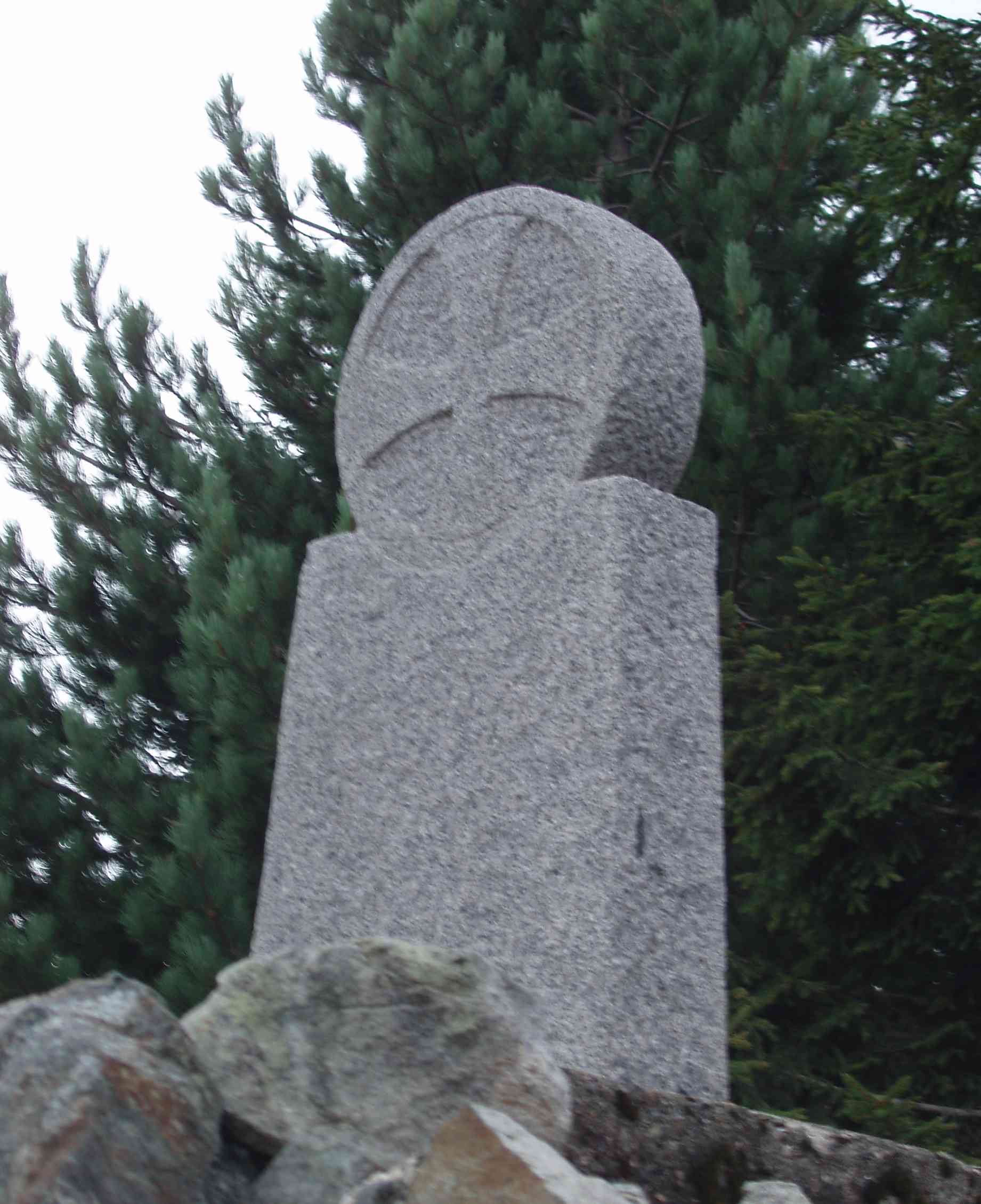
Памятник Дольчино на горе Рубелло

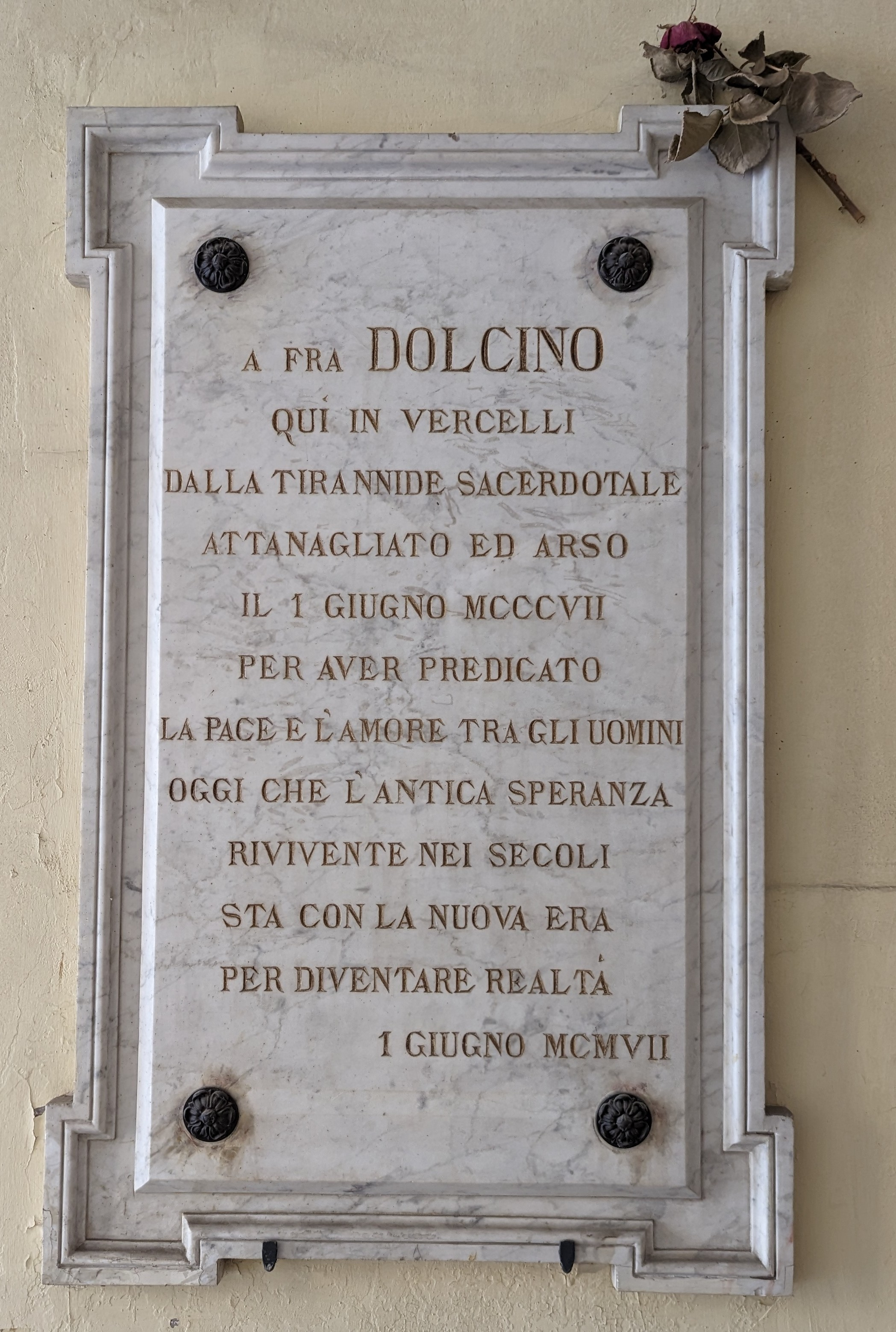
Памятная доска с именем Дольчино в Верчелли

В знак победы над апостоликами на горе Рубелло был построен храм в честь святого Бернарда.
- К 600-летию событий (1907) представители местных рабочих организаций воздвигли на горе Рубелло обелиск высотой 12 м. Через 20 лет, при фашистском режиме Муссолини, он был разрушен. В 1974 году обелиск восстановили в виде небольшого столба.
- В 2006 году открыта памятная доска, повествующая о горцах из Кампертоньо и других сёл, поддерживавших Дольчино.
- С 1974 года при евангелической Церкви вальденсов в Биелле существует Центр изучения деятельности Дольчино, проводятся регулярные научные конференции и другие мероприятия. Центр издает книги и журнал «Rivista Dolciniana».
- Дольчино упомянут в «Божественной комедии» Данте.
- В историческом романе Умберто Эко «Имя Розы» (1980) неоднократно упоминается Дольчино и его учение, а один из персонажей монах Сальваторе является бывшим его соратником.
- Образ Дольчино сохранился в итальянском народном фольклоре: здесь он предстаёт в виде сказочного героя.
- В СССР в 1965 году была издана историческая повесть писателя и переводчика Станислава Жидкова о восстании Дольчино, адресованная детям среднего и старшего школьного возраста: Жидков С. Н. Дольчино. — М.: Детская литература, 1965.
- В телесериале Джакомо Баттиато «Имя розы» (Италия-ФРГ, 2019), представляющем собой вольную экранизацию одноимённого романа Умберто Эко, где Дольчино лишь упоминается, роль последнего сыграл итальянский актёр Алессио Бони.